# Bocchi Group
Die Bocchi Group war eine der weltweit größten Unternehmensgruppen auf den Geschäftsfeldern Erzeugung, Verarbeitung, Distribution und Vertrieb von frischem Obst, Gemüse und Blumen. Sie ist heute Teil der Univeg Deutschland, einem Teilkonzern der Univeg.

## Entstehungsgeschichte
Giovanni „Nino“ Bocchi (1940–2008) begann als Gemüsehändler auf dem Frankfurter Großmarkt und gründete 1966 in Frankfurt sein erstes Handelsunternehmen. Er betrieb bereits 1986 von Verona aus eine der größten Frucht-Agenturen Europas. Bocchi begann mit dem Handel von Agrarprodukten und investierte später in eigene argentinische Plantagen, insbesondere in den sonnenreichen Gebieten der Täler von Río Negro und Neuquén. Hier entstand 1971 mit der Expofruit S.A. eine Handelsgesellschaft, die europäische Märkte mit Obst und Gemüse bediente, 1981 baute man hier Verpackungsfazilitäten und Kühlhäuser. Expofruit ging 1988 eine strategische Allianz mit Bocchi ein, die 1993 zum mehrheitlichen Erwerb durch den Bocchi-Konzern führte. Seitdem ist die Expofruit eine der beiden weltweit führenden südamerikanischen Exporteure. Mehrere Agrargenossenschaften in Italien und Frankreich vertrauten Bocchi zudem die Vermarktung ihrer Ernten an. Bocchi eröffnete außerdem Niederlassungen in Südamerika (Brasilien, Uruguay, Chile, Costa Rica) und Europa (Italien, Frankreich, Spanien, Deutschland, Belgien, Niederlande, Dänemark). Die Anbaugebiete des Unternehmens waren überwiegend in Argentinien, Brasilien und Spanien angesiedelt; über 32.000 Hektar Fläche standen im Besitz des Unternehmens. Jährlich vertrieb die Bocchi Group weltweit über 1 Million Tonnen Obst und Gemüse. Bekannteste der zahlreichen Marken des Unternehmens ist im Obstbereich „Happy Tree“.
Abnehmer der Bocchi-Produkte sind in Deutschland die großen Lebensmittelketten. Seit 1986 beliefert sie Rewe Group auf der Grundlage eines EDV-gestützten, komplexen Logistiksystems, das Leerfahrten der Transportfahrzeuge möglichst vermeidet. Im Pflanzenbereich war die Bocchi Group unter anderem Vertragslieferant der Gartencenter von Toom Baumarkt (ebenfalls Rewe Group). Täglich vermitteln die Bocchi-Büros mehr als tausend LKW-Ladungen an die Abnehmer. Dafür wurde im Mai 1987 eigens die Bocchi Deutschland GmbH mit Sitz in Bergisch Gladbach gegründet. Es folgten weitere Großabnehmer wie Lidl, Edeka oder Spar, doch REWE blieb mit einem damaligen Umsatzanteil von etwa 60 % Hauptabnehmer. Durchaus handelsüblich sind wegen der Lieferantentreue jährliche Rückvergütungen (Kostenrückerstattungen). Seit Sommer 2005 prüfte REWE als einer der Hauptabnehmer zunächst intern die Beziehungen zum Alleinlieferanten Bocchi, seit September 2006 ermittelte auch die Staatsanwaltschaft. Ansatzpunkt waren die umstrittenen Kick-backs in Form der Kostenrückerstattungen.

## Unternehmensverkauf
Bocchi Fruit Trade Germany GmbH ist im Januar 2007 aus der Bocchi Deutschland GmbH hervorgegangen. Im April 2008 erwarb Univeg 100 % der Anteile an der Bocchi Group. Dadurch kam es zur Umorganisation auch im ehemaligen Bocchi-Konzern. Die Bocchi Fruit Trade Germany GmbH firmiert seitdem als Univeg Trade International GmbH, deren Hauptsitz im März 2010 nach Bremen verlegt wurde, dem Hauptsitz der Univeg Trade Deutschland GmbH. Mit der Umfirmierung ist der Name Bocchi Group untergegangen. Der Univeg-Konzern erzielte einen Umsatz von 3,1 Milliarden Euro (2013). 